# Бадевци
Бадевци е село в Северна България. То се намира в община Елена, област Велико Търново.

## География
Село Бадевци (Бадювци) се намира на 6 километра южно от село Средни колиби. Разположено е на висока хълмиста местност с югоизточно изложение. Районът му е карстов. В землището му се намират Бадевските извори, които през 60-те години са каптирани за водоснабдяването на град Елена. Селото е част от водосборната област (т.нар. „чаша“) на язовир Йовковци. Околностите са с много красив релеф, част от младонагънатата Стара планина. Свеж и чист планински въздух.

## История
Останки от древен град личат в околностите на селото.
За стария произход на Бадевци свидетелстват шестте тракийски надгробни могили в землището на селото и наименованията с тракийски и римски произход на част от местностите.
В годините на турското владичество Бадевци е овчарско селище. Предание разказва, че получило названието си от един от първите заселници дядо Бадю. Дълго време се води колиби. В 1891 година е наброявало 33 къщи. Населено е само с българи.

## Културни и природни забележителности
Културна забележителност на селището е селското читалище „Надежда“, основано през 1942 г. от Недю Димитров – първия висшист от с. Бадевци. В читалището са се изнасяли редовно театрални постановки и са се прожектирали различни филми в миналото. На фасадната стена на читалището стои закачена паметната плоча на единствения опълченец на връх Шипка от селото – Стефан Богданов Петков, от фамилията на най-известния род в селото – Бабалините. Той участва в епичната битка на връх Шипка, където се сражава редом с руските войници срещу турските войници. Оцелява при тези сражения и след Освобождението е околийски началник на Провадийска околия (днешен град Провадия).

## Редовни събития
Всяка година в съботите около 15 май се провежда съборът на селото, на който се събират стотина души.